# Phiala fuscodorsata
Phiala fuscodorsata är en fjärilsart som beskrevs av Aurivillius 1904. Phiala fuscodorsata ingår i släktet Phiala och familjen Eupterotidae. Inga underarter finns listade i Catalogue of Life.